# Lakisto
Lakisto är en stadsdel i Esbo stad och hör administrativt till Norra Esbo storområde.
I Lakisto finns Rinnehemmet, ett hem för utvecklingsstörda. Rinnehemmet började byggas på 1930-talet.
Lakisto var namnet på ett torp som tillhörde Luk gård och namnet fanns omnämnt år 1780. Som namn på stadsdelen kom Lakisto år 1972.